# Juventus Football Club 1965-1966
Questa voce raccoglie le informazioni riguardanti la Juventus Football Club nelle competizioni ufficiali della stagione 1965-1966.

## Stagione
Nella stagione 1965-1966 la Juventus di Heriberto Herrera con 42 punti in classifica si piazza in quinta posizione nel campionato che assegna la stella all'Inter vincitore del suo decimo titolo nazionale. I nerazzurri vincono lo scudetto con 50 punti, davanti al Bologna con 46 punti, al Napoli terzo con 45 punti e la Fiorentina quarta con 43 punti. Scendono in Serie B la Sampdoria con 27 punti, il Catania con 22 punti ed il Varese con 15 punti. Con sei reti in campionato e due in Coppa Italia Giampaolo Menichelli è risultato il miglior marcatore stagionale. In Coppa Italia la Juventus entra in gioco nei Quarti di Finale superando la Spal, poi in semifinale viene estromessa dal torneo dal sorprendente Catanzaro. Nella Coppa delle Coppe i bianconeri escono di scena al primo turno cedendo il passo agli inglesi del Liverpool.

## Divise
| Casa | Trasferta | 1ª portiere | 2ª portiere |

## Rosa
| N. |                    | Ruolo | Calciatore                 |
| -- | ------------------ | ----- | -------------------------- |
|    | Italia (bandiera)  | P     | Roberto Anzolin            |
|    | Italia (bandiera)  | P     | Angelo Colombo             |
|    | Italia (bandiera)  | D     | Gianfranco Leoncini        |
|    | Italia (bandiera)  | D     | Sandro Salvadore           |
|    | Italia (bandiera)  | D     | Ernesto Càstano (capitano) |
|    | Italia (bandiera)  | D     | Giancarlo Bercellino I     |
|    | Italia (bandiera)  | D     | Benito Sarti               |
|    | Italia (bandiera)  | C     | Adolfo Gori                |
|    | Brasile (bandiera) | C     | Cinesinho                  |

| N. |                   | Ruolo | Calciatore           |
| -- | ----------------- | ----- | -------------------- |
|    | Spagna (bandiera) | C     | Luis del Sol         |
|    | Italia (bandiera) | C     | Giampaolo Menichelli |
|    | Italia (bandiera) | C     | Carlo Dell'Omodarme  |
|    | Italia (bandiera) | C     | Bruno Mazzia         |
|    | Italia (bandiera) | C     | Gino Stacchini       |
|    | Italia (bandiera) | C     | Dino da Costa ()     |
|    | Italia (bandiera) | A     | Vincenzo Traspedini  |
|    | Italia (bandiera) | A     | Silvino Bercellino   |

## Risultati

### Serie A

#### Girone di andata
| Arbitro: | Marchiori (Padova) |

|                |           |  |
| Traspedini 29’ | Marcatori |  |

| Bergamo 12 settembre 1965, ore 15:30 CET 2ª giornata | Atalanta            | 0 – 0 referto | Juventus | Stadio Comunale\| Arbitro: \| Francescon (Padova) \| |
| Arbitro:                                             | Francescon (Padova) |               |          |                                                      |

| Torino 19 settembre 1965, ore 15:30 CET 3ª giornata | Juventus         | 0 – 0 referto | Napoli | Stadio Comunale\| Arbitro: \| Sbardella (Roma) \| |
| Arbitro:                                            | Sbardella (Roma) |               |        |                                                   |

| Varese 26 settembre 1965, ore 15:30 CET 4ª giornata | Varese            | 0 – 0 referto | Juventus | Stadio Franco Ossola\| Arbitro: \| D'Agostini (Roma) \| |
| Arbitro:                                            | D'Agostini (Roma) |               |          |                                                         |

| Arbitro: | Carminati (Milano) |

|                                               |           |                 |
| Leoncini 4’, 11’ Salvadore 86’ Menichelli 88’ | Marcatori | 22’ (aut.) Gori |

| Arbitro: | Roversi (Bologna) |

|          |           |               |
| Magi 87’ | Marcatori | 75’ Stacchini |

| Torino 17 ottobre 1965, ore 15:00 CET 7ª giornata | Juventus      | 0 – 0 referto | Roma | Stadio Comunale\| Arbitro: \| Motta (Monza) \| |
| Arbitro:                                          | Motta (Monza) |               |      |                                                |

| Arbitro: | Monti (Ancona) |

|                           |           |                           |
| Innocenti 16’ Bagnoli 70’ | Marcatori | 56’ Da Costa 59’ Leoncini |

| Arbitro: | Bernardis (Trieste) |

|                                  |           |  |
| Del Sol 20’, 73’ (rig.) Gori 52’ | Marcatori |  |

| Arbitro: | Roversi (Bologna) |

|                                  |           |  |
| Dell'Omodarme 38’ Menichelli 72’ | Marcatori |  |

| Arbitro: | Lo Bello (Siracusa) |

|  |           |              |
|  | Marcatori | 28’ Da Costa |

| Torino 12 dicembre 1965, ore 14:30 CET 12ª giornata | Juventus         | 0 – 0 referto | Cagliari | Stadio Comunale\| Arbitro: \| Gussoni (Varese) \| |
| Arbitro:                                            | Gussoni (Varese) |               |          |                                                   |

| Arbitro: | D'Agostini (Roma) |

|                  |           |                |
| Sormani 55’, 88’ | Marcatori | 32’ Chinesinho |

| Arbitro: | Sbardella (Roma) |

|                                                 |           |  |
| Bianchi 17’ Manfredini 30’ Brülls 65’ Salvi 73’ | Marcatori |  |

| Torino 2 gennaio 1966, ore 14:30 CET 15ª giornata | Juventus            | 0 – 0 referto | Inter | Stadio Comunale\| Arbitro: \| Lo Bello (Siracusa) \| |
| Arbitro:                                          | Lo Bello (Siracusa) |               |       |                                                      |

| Arbitro: | Campanati (Milano) |

|  |           |                |
|  | Marcatori | 18’ Chinesinho |

| Genova 16 gennaio 1966, ore 14:45 CET 17ª giornata | Sampdoria        | 0 – 0 referto | Juventus | Stadio Luigi Ferraris\| Arbitro: \| Sbardella (Roma) \| |
| Arbitro:                                           | Sbardella (Roma) |               |          |                                                         |

#### Girone di ritorno
| Foggia 23 gennaio 1966, ore 14:30 CET 18ª giornata | Foggia & Incedit | 0 – 0 referto | Juventus | Stadio Pino Zaccheria\| Arbitro: \| Monti (Ancona) \| |
| Arbitro:                                           | Monti (Ancona)   |               |          |                                                       |

| Arbitro: | Di Tonno (Lecce) |

|               |           |          |
| Salvadore 90’ | Marcatori | 36’ Nova |

| Arbitro: | Sbardella (Roma) |

|              |           |  |
| Altafini 24’ | Marcatori |  |

| Arbitro: | Marengo (Chiavari) |

|                                       |           |                |
| S. Bercellino 46’, 90’ Menichelli 76’ | Marcatori | 65’ Boninsegna |

| Arbitro: | Genel (Trieste) |

|                  |           |                        |
| Vinício 11’, 63’ | Marcatori | 10’, 34’ S. Bercellino |

| Arbitro: | Carminati (Milano) |

|                          |           |  |
| S. Bercellino 14’ (rig.) | Marcatori |  |

| Arbitro: | Righi (Milano) |

|              |           |                   |
| Benaglia 79’ | Marcatori | 30’ S. Bercellino |

| Arbitro: | Francescon (Padova) |

|                                  |           |  |
| Salvadore 55’ Stacchini 64’, 89’ | Marcatori |  |

| Arbitro: | Campanati (Milano) |

|  |           |               |
|  | Marcatori | 44’ Stacchini |

| Torino 3 aprile 1966, ore 15:30 CET 27ª giornata | Torino              | 0 – 0 referto | Juventus | Stadio Comunale\| Arbitro: \| Francescon (Padova) \| |
| Arbitro:                                         | Francescon (Padova) |               |          |                                                      |

| Torino 10 aprile 1966, ore 15:30 CET 28ª giornata | Juventus          | 0 – 0 referto | Lazio | Stadio Comunale\| Arbitro: \| Roversi (Bologna) \| |
| Arbitro:                                          | Roversi (Bologna) |               |       |                                                    |

| Arbitro: | Genel (Trieste) |

|                        |           |                |
| Visentin 24’ Rizzo 31’ | Marcatori | 49’ Traspedini |

| Arbitro: | Di Tonno (Lecce) |

|                                           |           |  |
| Leoncini 35’ Stacchini 65’ Chinesinho 66’ | Marcatori |  |

| Arbitro: | Piantoni (Terni) |

|                                  |           |           |
| Menichelli 18’, 50’ Leoncini 85’ | Marcatori | 5’ Pagani |

| Arbitro: | Pieroni (Roma) |

|                              |           |            |
| Facchetti 9’, 14’ Suárez 27’ | Marcatori | 74’ Mazzia |

| Torino 15 maggio 1966, ore 16:00 CET 33ª giornata | Juventus       | 0 – 0 referto | Bologna | Stadio Comunale\| Arbitro: \| Monti (Ancona) \| |
| Arbitro:                                          | Monti (Ancona) |               |         |                                                 |

| Arbitro: | De Marchi (Pordenone) |

|                               |           |           |
| Chinesinho 19’ Menichelli 67’ | Marcatori | 61’ Salvi |

### Coppa Italia
| Arbitro: | De Marchi (Pordenone) |

|             |           |                                                   |
| Pezzato 45’ | Marcatori | 17’ Traspedini 92’, 115’ Menichelli 119’ Leoncini |

| Arbitro: | De Marchi (Pordenone) |

|             |           |                                         |
| Del Sol 50’ | Marcatori | 34’ (aut.) Leoncini 76’ (rig.) Tribuzio |

### Coppa delle Coppe UEFA
| Arbitro: | Zsolt |

|              |           |  |
| Leoncini 81’ | Marcatori |  |

| Arbitro: | Heymann |

|                       |           |  |
| Lawler 20’ Strong 25’ | Marcatori |  |